# Cangas de Morrazo
Cangas de Morrazo (en gallego: Cangas do Morrazo), oficialmente Cangas, es un municipio de la provincia de Pontevedra en Galicia, España. Recibe también este nombre la parroquia y villa capitalidad del municipio. Pertenece a la comarca del Morrazo y se sitúa en el extremo suroccidental de la península del mismo nombre en parte correspondiente a la ría de Vigo, forma parte del Área Metropolitana de Vigo. Ostenta el título de Muy leal villa de Cangas de Morrazo.
Según el padrón del año 2022 Cangas tiene una población de 26 832 habitantes y una extensión territorial de 38,1 km², con una densidad poblacional de 704 hab./km²
Situado a caballo entre la ría de Vigo, la de Aldán y el Atlántico, limita con el mar por el sur y oeste, con el municipio de Moaña por el este y con Bueu por el norte, conformando uno de los municipios con más kilómetros de costa de Galicia.
El municipio consta de la suma de cinco parroquias: Aldán, Cangas, Coiro, Darbo e Hio.
Siendo uno de los municipios con una de las costas más extensas de España posee un elevado número de playas (generalmente se contabilizan 38), varias de las cuales suelen ser galardonadas con la bandera azul.
Cangas reivindica históricamente la propiedad de las islas Cíes incluidas actualmente en el municipio de Vigo pero siempre vinculadas con el pueblo de Cangas. Estas islas son las más importantes del parque nacional Marítimo-Terrestre de las Islas Atlánticas de Galicia.
El municipio de Cangas tiene características culturales que difieren del resto de poblaciones de Galicia. Hay danzas específicas que se apartan del folklore y tradición gallegas así como un movimiento deportivo notorio, donde destacan especialmente el piragüismo, disciplina en que se han conseguido múltiples medallas olímpicas, y el balonmano. 
También es relevante la «movida» musical punk donde se han formado grupos de cierta relevancia a nivel nacional como Soak, Fíjado Korroído, Malas Pulgas o Parrocha Papuda, Mortos en Vida, Insolventes, Argallada Punk. También es la cuna del colectivo de música electrónica Feelthetrip, cuyos netlabels Teorema y Tres Catorce han alcanzado cierto prestigio en la escena underground española, siendo invitados, a participar en el festival Territorios Sevilla 2008.[cita requerida] Además cuenta con la aportación dentro del panorama musical electrónico con la implicación del Colectivo Bateasonora que se encarga de organizar entre otros eventos el popular festival de música electrónica Area e Sons, que congrega a varios miles de personas todos los 14 de agosto en la playa de Areacova, además de otros eventos de índole musical y cultural. Es reseñable también el festival internacional de jazz de Cangas Canjazz.

## Geografía

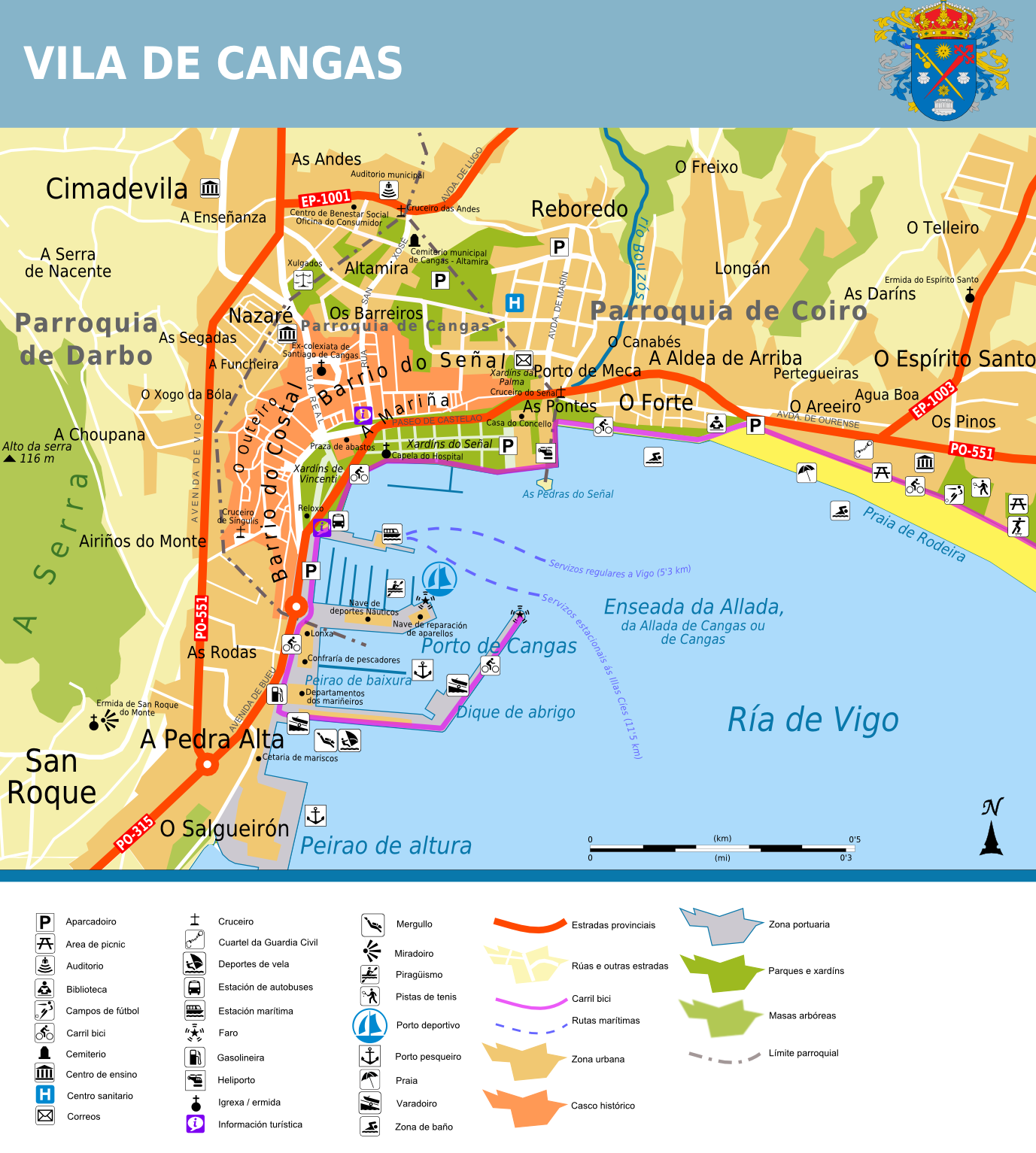
Plano de la villa

La villa de Cangas está en el extremo sudoeste de la península del Morrazo, que conforma las rías de Vigo y de Pontevedra al oeste de la comunidad autónoma y de la provincia. Forma parte de la comarca de El Morrazo de la que se constituye como su cabeza, al ser el municipio más grande.
Al ocupar el extremo peninsular, su litoral es muy extenso y variado; incluye numerosas playas, una costa alta y una ría, la de Aldán. Los habitantes de Cangas han venido ocupando y utilizando las islas existentes a la entrada de ambas rías: en la de Vigo, las Cíes y en la de Pontevedra, las Ons, aunque en este caso los vecinos de Bueu siempre han sido más numerosos. Por este hecho Cangas viene reivindicando la pertenencia a su municipio de las Islas Cíes, que fueron asignadas a la ciudad de Vigo en la constitución de los ayuntamientos en el siglo XIX.
El relieve del municipio es complicado, como el de toda la península, pero más suave que el de las poblaciones vecinas situadas más al este.
Cangas limita al norte con el municipio de Bueu, al sur con la ría de Vigo, al oeste con el océano Atlántico y al este con el municipio de Moaña.
La situación de Cangas dentro de la península de Morrazo es determinante para su orografía e hidrografía. El agreste relieve de esta península se va suavizando según se acerca a extremo occidental, al mar. Aun así ese relieve hace que haya multitud de pequeños ríos y arroyos que crean pequeños valles cubiertos de vegetación de tipo atlántico y de repoblaciones de eucaliptos. Los ríos vierten a la ría de Vigo y al Atlántico por la pequeña ría de Aldán. Las costas de Cangas son muy diferentes, las de las rías son bajas con multitud de playas de arena blanca y fina que están separadas por pequeños intervalos rocosos, en algunas de ellas hay espacios dunares que han sido conquistados por pinares, mientras que la que da directamente al océano es una costa alta y acantilada.

### Hidrografía
El complicado relieve del territorio municipal y la cercanía al mar hacen que los ríos y arroyos que cruzan el municipio sean numerosos caracterizándose por un caudal muy variable dependiente de las precipitaciones. Los ríos más importantes son el Orxas, el Presa y el río Bouzós. Estos ríos, aún con el pobre caudal que portan, han venido siendo utilizados para mover numerosos pequeños molinos hidráulicos que han estado operativos hasta finales del siglo XX. En ocasiones se forma algún pequeño salto de agua.

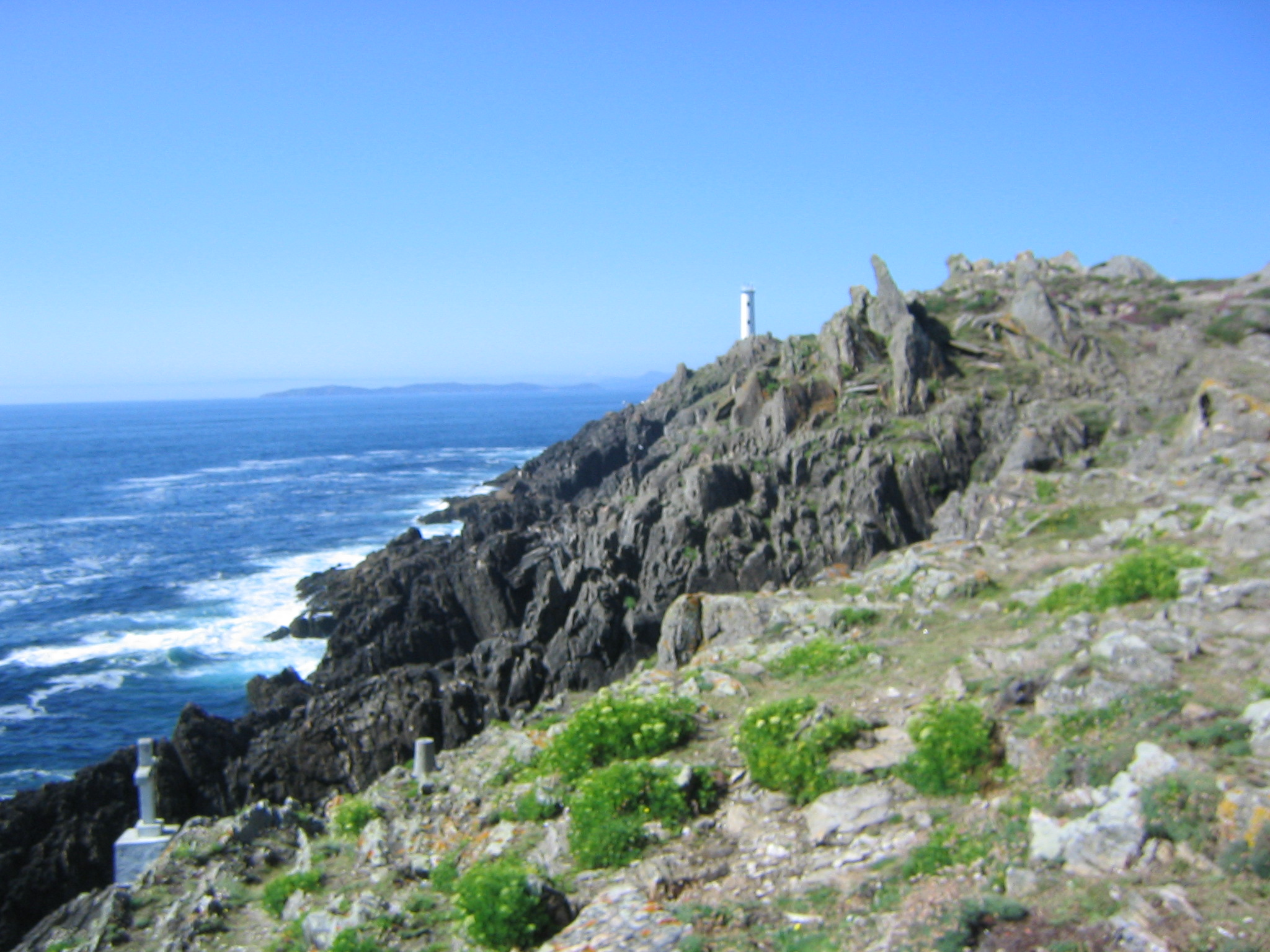
Cabo Home

Las riberas están cubiertas por bosque atlántico donde predominan robles, tojos y eucaliptos dando cobijo a una fauna numerosa de zorros, liebres, conejos y jabalíes.
La costa es muy accidentada con varias ensenadas y una ría. La parte costera que da a mar abierta es alta y rocosa, muy acantilada, es conocida como Costa da Vela o Costa de la Soavela y se extiende desde la Punta de Cabo Home hasta Punta Couso.
La pequeña ría de Aldán, que está formada por la desembocadura del río Orxas, se abre a partir de Punta Couso. Hay tres ensenadas, la de Barra entre Punta Fuxiño y Punta Corbeiro, la de Limens, entre Punta Corbeiro y Punta Balea y la de Cangas entre Punta Balea y Punta Rodeira. En ellas hay numerosas playas todas de arena fina y blanca y algunas con espacios rocosos. Algunos islotes, como los de As Ratas, aparecen a poca distancia de la orilla.
Cerca de la península que cierra la ensenada de Barra se hallan las islas Cíes que están históricamente vinculadas al municipio aunque pertenecen al término municipal de la ciudad de Vigo.

### Playas
Cangas tiene 38 playas de muy diversas características. Destacan las siguientes:
- Playa de Rodeira, esta es la playa principal de Cangas. Su arenal, de arena blanca y fina, tiene una longitud de 900 m y una anchura media de 40. Ubicada en el centro del núcleo urbano es una playa totalmente urbana con un paseo marítimo en toda su extensión y goza de todos los servicios y cuidados necesarios para su uso y disfrute. También se debe añadir que esta playa es la más frecuentada de todo el municipio durante todo el verano.

- Playa de Areamilla es la última playa de que se apoya en Punta Balea se sitúa en una pequeña ensenada que ocupa totalmente. A su derecha comienza una zona rocosa que llega hasta la ensenada de Liméns. Es una playa de arena blanca y fina, con toda clase de servicios y que, habitualmente, ostenta Bandera Azul. En cuanto a la propia playa tiene una longitud de unos 200 m y una anchura de media de 20 m aunque tiene una zona de arena entre la playa y el paseo marítimo de unos 15 m de anchura. Aun siendo semiurbana su entorno está protegido como espacio natural.

- Playa de Liméns es la principal playa de la ensenada de Liméns y está en el pequeño casco urbano de esta parroquia. Tiene 310 m de longitud y 25 de anchura. Suele ostentar Bandera Azul y tiene toda clase de servicios.

- Playa de Nerga, en la ensenada de Nerga, desde Punta Corbeiro hasta Punta Fuxiño se sabe una zona e arenas y dunas que está partida por dos pequeños promontorios rocosos que forman tres playas. La primera de ellas es la Playa de Nerga que se sitúa en el pequeño núcleo de Nerga y tiene acceso rodado. Muy cuidada y con todos los servicios, esta playa de fina arena blanca y 700 m de longitud y 30 de anchura media ostenta Bandera Azul.

- Playa de Barra, con sus 750 m de longitud y 30de anchura media la playa de Barra está considerada la mejor playa nudista de Galicia. Su arena es fina y blanca con numerosos restos de conchas. Tras la barra de arena se sitúa un pinar dunar y al final, cerca del muro natural de Punta Fuxiño hay una amplia duna que cierra la desembocadura de un arroyo que, cuando lleva caudal, acaba remansándose. Esta playa y su entorno están incluidos en el Espacio Natural Protegido dunas de Barra e costa da Soavela y pertenece a la red Natura 2000.

- Playa de Melide, entre Punta Robaleira y Punta Fuxiño se abre una pequeña ensenada que se llena de arena sobre la cual se ha formado un pinar. La playa que allí se forma es la playa de Melide. Esta playa esta es el centro del área conocida como Cabo Home debido a uno de los cabos que tiene esta pequeña península y que la finaliza por el oeste, dando paso a la acantilada costa de Soavela. La playa, con fina arena blanca y oleaje moderado, tiene una longitud de 250 m y una anchura media de 40. Está aislada y en el corazón de un espacio natural protegido que forma parte del Espacio Natural Protegido dunas de Barra e costa da Soavela y pertenece a la red Natura 2000. Es bandera azul.

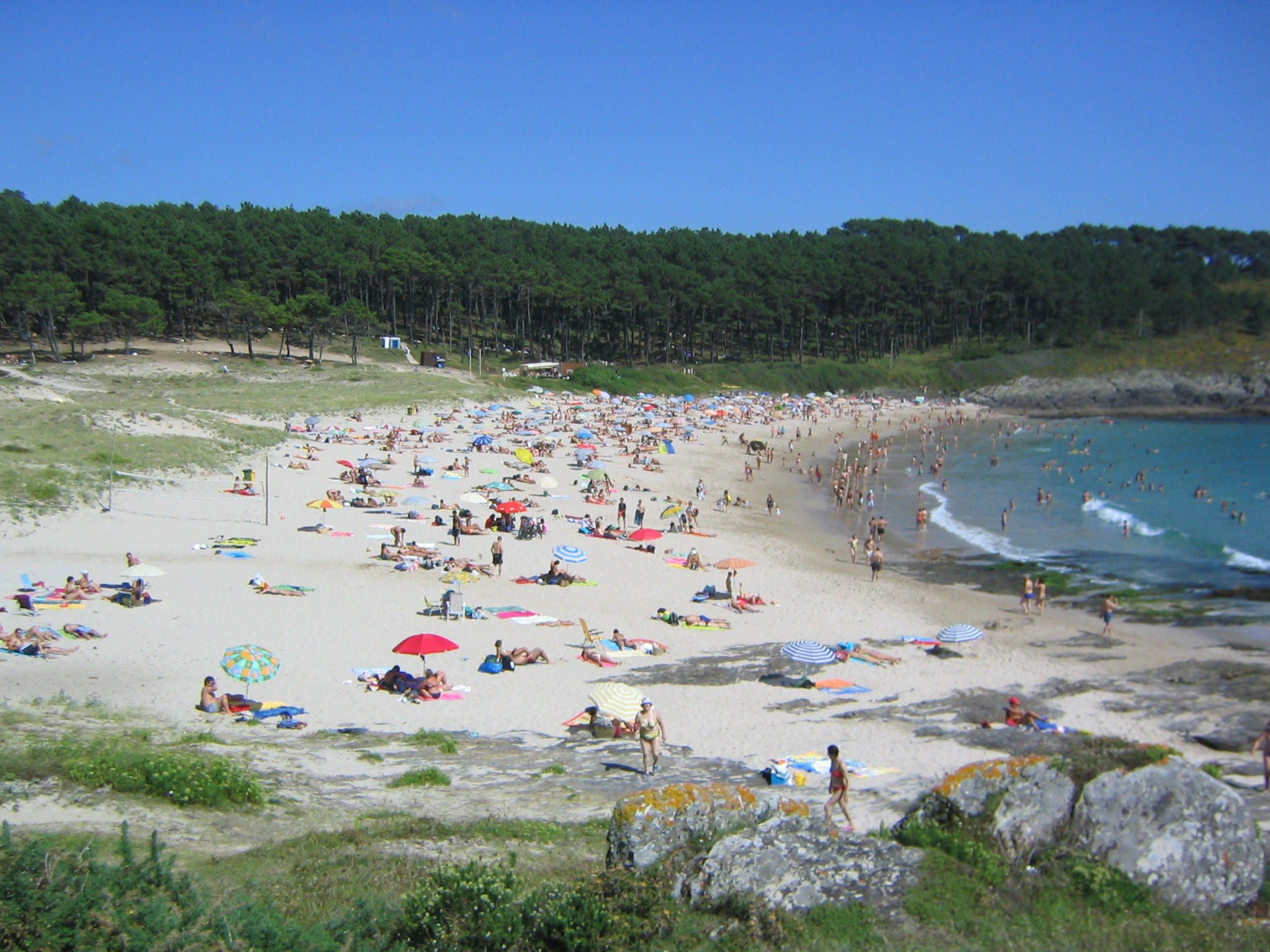
Playa de Melide

- Playa de Areabrava, esta playa de 800 m de longitud y 30 de anchura media suele ostentar Bandera Azul por gozar de todos los servicios y cuidados. Tiene un fondo dunar.

- Playa de Arneles o de Hío es una playa semiurbana de 500 metros e largo y 25 de anchura media con aguas tranquilas y arena blanca.

- Playa de Areacova, playa semiurbana de arena blanca y aguas tranquilas con un acceso fácil al lado de la carretera y del campamento de Aldán, esta playa tiene 250 m de largo y 20 de anchura media.

- Playa de Menduíña, con 250 m de longitud y 30 de anchura media es una playa bien equipada y cuidada que suele ostentar Bandera Azul. Su arena es fina y blanca y las aguas son tranquilas.[7]

- Playa de Cova de Balea, con una pequeña extensión de 20 metros, este arenal se sitúa al lado de la playa de Areacova. Los días de marea alta se encuentra totalmente cubierto por el mar.

### Orografía
Dentro del territorio municipal predomina el monte San Roque y destacan los picos de O Carballiño, Ourelo y O Facho. Estos montes son de poca altura, sobre los 300m sobre el nivel del mar, muy alejados ya de los más de 600 m del monte Faro de Domaio que es la mayor altura de esta pequeña cordillera que hace de columna vertebral de la península del Morrazo.

### Clima
Suave, con temperaturas que en torno a los 25 °C en verano y 10 °C en invierno, es netamente oceánico con inviernos suaves y veranos secos y cálidos.

### Comunicaciones
La AP-9 (Autopista del Atlántico), mediante el puente de Rande, que salva los 1500 m del estrecho del mismo nombre (donde se produjo la histórica batalla de Rande, comunicando el Morrazo con Vigo, la ciudad más grande de Galicia, todo el sur de Galicia, la meseta y Portugal. Hay un servicio de autobuses interurbanos que unen Cangas con las poblaciones vecinas. También enlaza directamente con Pontevedra.
Hoy en día las comunicaciones por carretera están basadas en el Corredor de Alta Capacidad de O Morrazo (CRG-4.1) (y en sus ramales VR-4.5 a Cangas y VR-4.6 a Aldán) que desde la salida de Domaio de la Autopista del Atlántico (AP-9) recorre toda la península por su parte central con varios enlaces a diferentes carreteras locales y a la carretera provincial PO-551, que une Cangas con Moaña, y la PO-315, que la une con Bueu. De allí a Marín y de allí por autovía, con la cercana Pontevedra, capital de la provincia.
Hay un sinfín de pequeñas carreteras que unen los diferentes barrios que componen el municipio, las carreteras PO-1001, PO-1002 y PO-1003 estructuran la comunicación con los núcleos situados en la parte sudeste del municipio, mientras que las PO-1006, PO-1007 y PO-1008 lo hacen con la parte oeste.

#### Transporte público

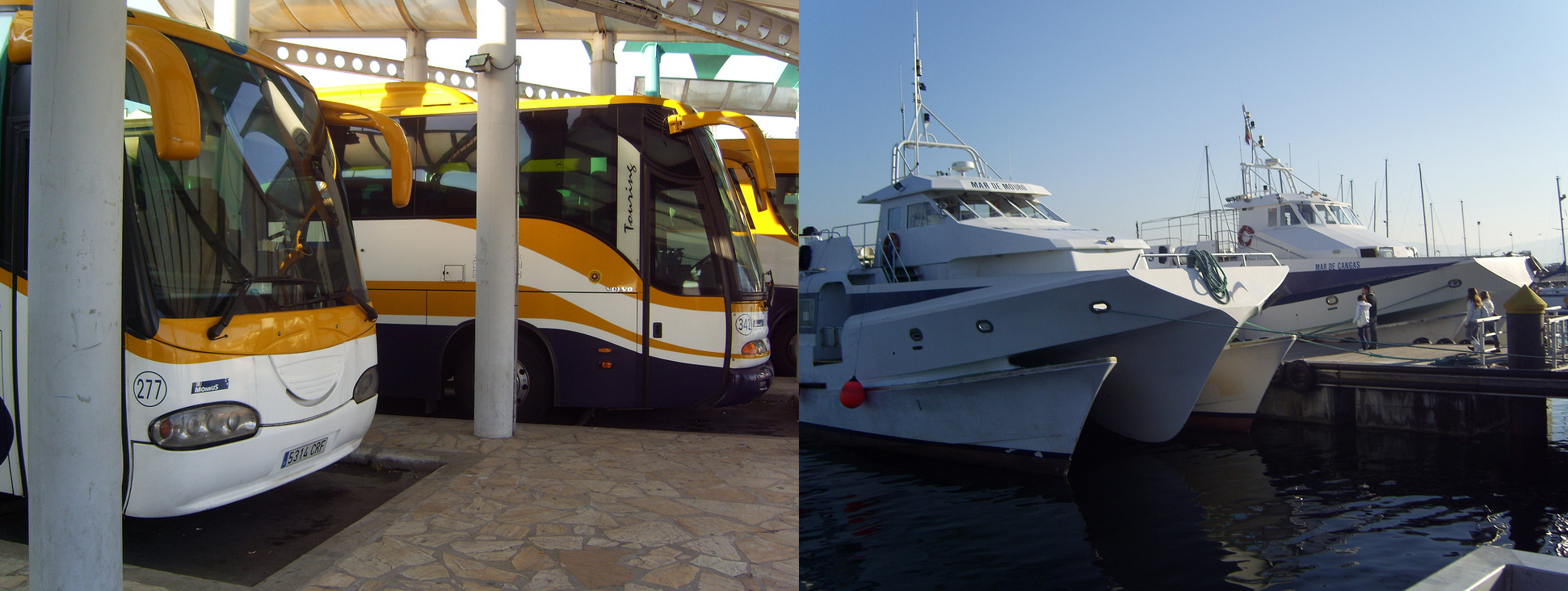
Estación de autobuses y terminal marítima. Un ejemplo de transporte intermodal

Cangas está bien comunicada con las poblaciones de su entorno, si la comparamos con otras villas gallegas.
La estación de autobuses está a muy pocos metros de la terminal marítima. Es un buen ejemplo de estación intermodal y uno de los pocos en España que combinan el transporte marítimo y el terrestre.
Hay servicios regulares y frecuentes de autobús a las poblaciones cercanas; las rutas principales son
| Cangas· Bueu (por Aldán)           | Empresa Cerqueiro |
| Cangas · Moaña - Vigo (Bouzas)     | Empresa Monbús    |
| Cangas · Bueu - Marín - Pontevedra | Empresa Monbús    |

Además, existen algunos servicios adicionales a las parroquias de Cangas.
Las comunicaciones por barco están bien desarrolladas, saliendo los barcos cada media hora hacia Vigo y viceversa. Es una manera cómoda de acceder a Vigo en tan solo un cuarto de hora. Esta línea marítima es muy usada y tiene una tradición ininterrumpida, documentada desde hace por lo menos 200 años. En verano, la línea marítima hacia las Islas Cíes tiene gran demanda.
Desde Vigo se enlaza con cualquier otro medio de transporte, tanto ferrocarril como avión o barco, ya que esta ciudad tiene una estación ferroviaria importante, con futuro acceso a las líneas de Alta Velocidad que enlazarán con Madrid y el resto del estado, así como con Oporto y Lisboa (Portugal). La estación marítima de Vigo es de primer orden, partiendo de ella diferentes líneas regulares a varios destinos y siendo una escala relevante para muchos trasatlánticos. El aeropuerto de Peinador da el servicio aéreo a toda la provincia de Pontevedra.
Cangas dista de las ciudades más importantes de su entorno las siguientes distancias: a Pontevedra, 27 km; a Vigo, 28 km; y a Santiago de Compostela, capital de Galicia, 83 km.

## Historia

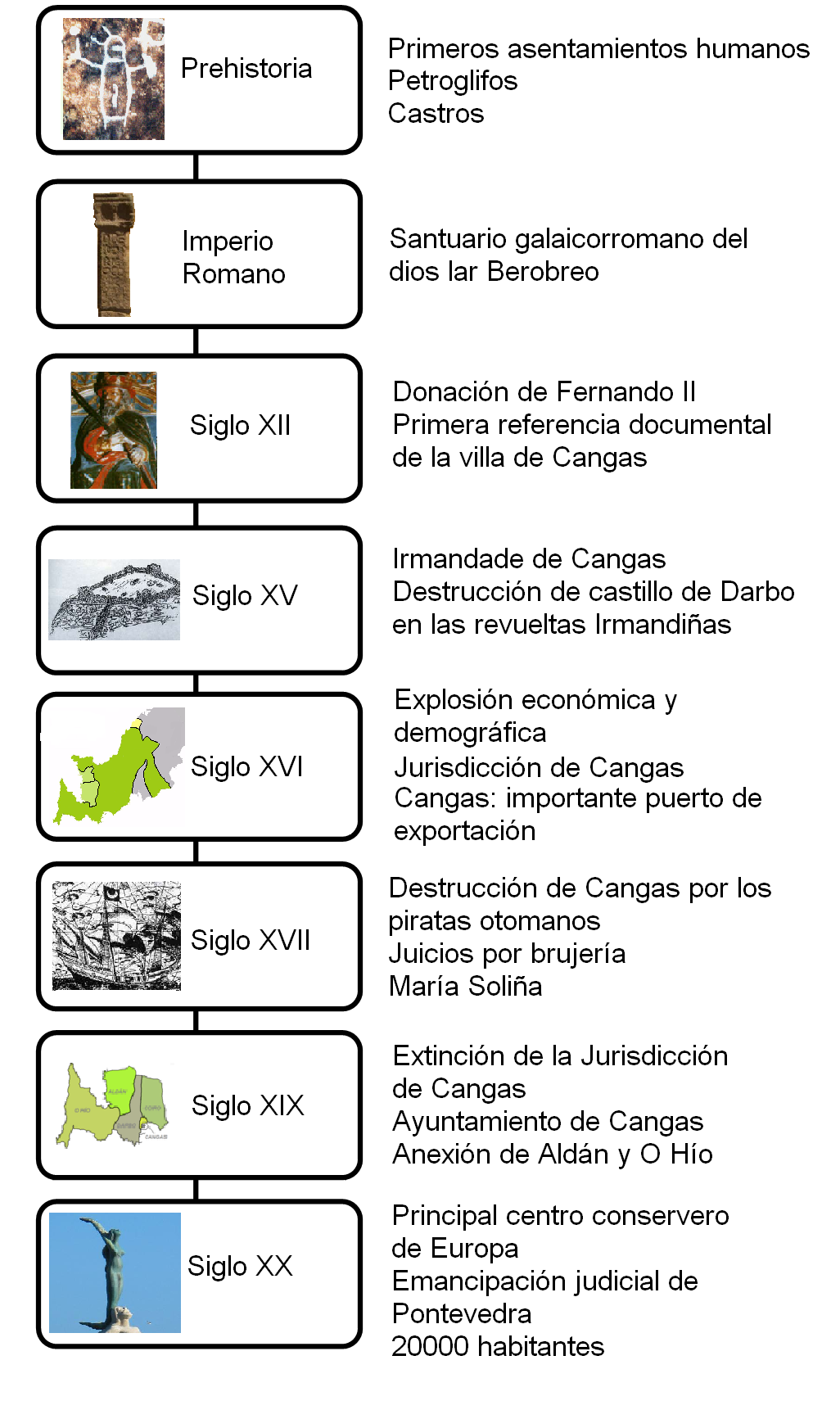
Cronología histórica

En la península del Morrazo hay restos de culturas prehistóricas importantes tales como el dolmen de Chan Darquiña en Moaña o los petrogrifos de Marín. Desde el siglo X a. C. hasta el VI hay constancia de la existencia de un poblado fortificado en la Edad del Hierro en el monte O Facho donde en el siglo VII a. C. surge el castro fortificado que se mantuvo en el lugar hasta que en el siglo II se ubica un santuario romano de adoración al dios galaico Berobreo.
En la ocupación romana estas tierras dependían de la ciudad de Lugo (Lucus Augusti) y estaban habitadas por los Helleni o por los Grovii que habitaban en los castros. Si bien estas tierras constituían el extremo más meridional del Conventus Lucensis, los historiadores coinciden en que Cangas (y el Morrazo en general) era políticamente lucense pero culturalmente bracarense, ya que todos los restos encontrados son idénticos a los del inmediato Conventus Bracari. En Cangas hay restos de varios castros, pero los más destacados son los de O Castelo en Darbo, Liboreiro en Coiro y el Facho en Hío. En este último, que se levanta justo al borde del precipicio sobre el Atlántico, se construyó un importante centro de adoración en donde se ha hallado una muy importante colección de aras romanas en honor al dios galaico romano Berobreo. La ubicación de esta lugar, donde se producen unas sobrecogedoras puestas de sol, parece justificar su utilización como santuario.
Se configura la villa
Las primeras referencias escritas de Cangas datan de 1160 en una donación del rey Fernando II. Ya con regularidad empieza ser citada como villa a partir del siglo XVI cuando su iglesia parroquial se termina y se le da la categoría de colegiata (1545) y pasa a figurar como cabeza de la Jurisdicción del Morrazo.
Ya para la primera mitad del siglo XV hay noticias de asentimientos en la costa de vecinos procedentes del interior (de lo que ahora son las parroquias de Darbo y Coiro). Este asentamiento se torna en un incipiente núcleo urbano con dos barrios diferenciados, O Señal y O Costal, que serían el embrión de la posterior villa.
En 1467 los vecinos de Cangas se suman a la insurrección de carácter popular contra los abusos que la nobleza gallega venía cometiendo y participan en la denominada 2.ª guerra Irmandiña tomando la torre de Darbo que pertenecía a la mitra arzobispal de Santiago desde 1184 y que representaba el oprobio señorial en la villa. La torre de Darbo era una construcción ubicada en el monte Castelo que estaba constituida por dos casas protegidas por una muralla con cuatro bastiones, en el momento del ataque el responsable de la misma, el medino, era Vasco Fernández y la construcción fue totalmente destruida.
Cangas tuvo su propia irmandade que lideró Xoán de Fontefría y sus propias milicias populares, que aparte de tomar la torre de Darbo participaron en otras acciones bélicas como la toma de la fortaleza de Soutomaior
En la segunda mitad del siglo XVI se produce un crecimiento de la economía de la villa
basada en las actividades de la pesca y del salazón (pescado salado, sardina y seco, pulpo). La exportación de pescado a la vecina Portugal así como a otros puertos de la península junto con el comercio de vinos andaluces y gallegos crea la burguesía local. Los ataques de los piratas berberiscos en 1617 hace tambalear esta prosperidad, arrasarían la villa el 7 de diciembre de ese año.
Entre los años de 1619 y 1628 se producen en Cangas diferentes actos de la Inquisición que intenta socavar los brotes de brujería, estos actos se conocen como el caso de as meigas de Cangas y entre ellas destacó María Soliña.
Aunque un poco alejada del lugar de la batalla, Cangas fue testigo de la importante Batalla de Rande donde una escuadra compuesta por barcos ingleses y holandeses se enfrentó a la escuadra franco española que custodiaba el cargamento más valioso que se trajo de las tierras de América.
Ya en pleno siglo XVIII la industria del salazón revitaliza la economía. En 1750 se instalan varias factorías en Aldán e Hío que en el siglo XX pasarían a ser fábricas de conservas que constituyen la actividad industrial principal. En Cangas se encontraba una de las tres factorías existentes en Galicia para el tratamiento de la ballena. La principal industria conservera, Massó, que llegó a tener más de 1000 puestos de trabajo, entraría en crisis en los 80 del siglo XX a la vez que se agudizaba la crisis pesquera, que genera un nuevo periodo de retroceso económico que encuentra salida en el turismo y la participación activa en la comarca de Vigo.

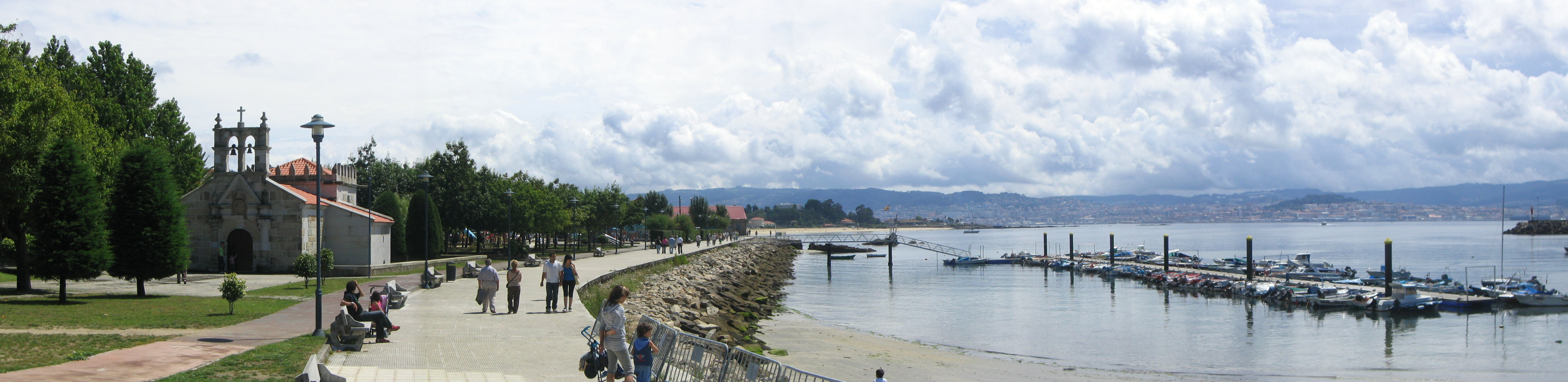
Vista de Cangas, jardines del Señal y paseo marítimo

### La caza de la ballena
Aunque se había cazado con anterioridad a partir del siglo XIX la caza de la ballena resurge con fuerza a la sombra de dos nuevas técnicas que hacen que los riesgos de la caza artesanal disminuyan y que los beneficios aumenten. Estas técnicas son, por un lado el cañón lanza arpones, ideado y perfeccionado por el noruego Svend Foyn y la generalización de la propulsión a vapor en las embarcaciones. Aunque la demanda de aceite de ballena fue haciéndose menor, por el aumento de la de aceites minerales y vegetales, y las especies tradicionales ya comenzaban a escasear, principalmente la ballena franca que había sido el objetivo principal de la caza artesanal al ser las otras especies más rápidas y complicadas de cazar, las nuevas técnicas ponen a tiro a cualquier especie lo cual abre un nuevo panorama que se completa por un nuevo aumento de la demanda de aceite de ballena destinado a las fabricación de margarinas y a la industria cosmética. En este contexto histórico se comienza la actividad industrial de la caza de ballena en Galicia a comienzos del siglo XX sobre los años 1924 con la apertura de la factoría de Caneliñas por la Compañía Ballenera española y la actividad del buque industrial Alfonso XIII de la Sociedad Anónima Corona, ambas con participación noruega.
La modalidad de caza que se realizaba fue la costera, en la que los animales se cazan y se procesan en factorías terrestres. En España fueron dos los lugares apropiados para establecer esta industria, el estrecho y Galicia.
La empresa Sociedad Anónima Corona, que tenía la sede social en Vigo, operaba con el buque factoría Alfonso XIII que solía fondear en la ensenada de Barra y en la ría de Aldán. Este buque era abastecido por varios barcos cazadores, los Corona I, II, III y IV. La actividad se mantuvo hasta 1927.
En 1951 la empresa Industrias Balleneras S.A. restaura la factoría de Caneliñas y comienza de nuevo con la caza y comercialización de la ballena. En 1955 se crea Balea C. B. que esta participada, por partes iguales, por Industrias Balleneras S.A., Massó Hermanos S.A., empresa conservera establecida en Bueu, y Barreras. Que utiliza la factoría de Punta Balea que se completa con materia procedente de una desmantelada factoría de Benzú, en Ceuta.
Masso Hermanos obtiene, en 1964, una licencia que le permite actuar desde Cabo Morás, en Lugo. Poco después las tres empresas se fusionan bajo el nombre de IBSA (Industrias Belleneras S. A.) con el que llegarían a la moratoria que impide la caza de cetáceos en 1985.

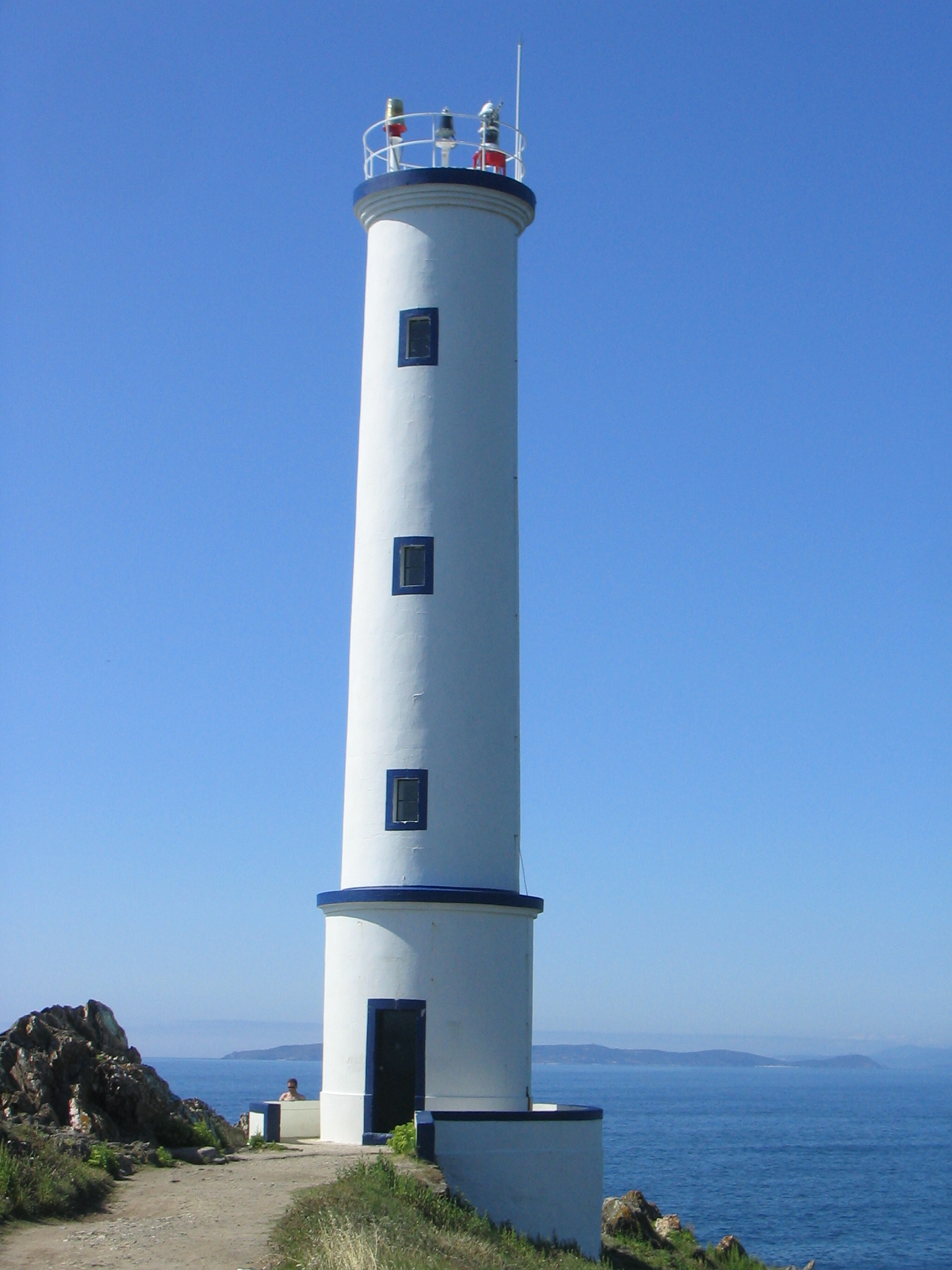
Faro de cabo Home

Aunque los barcos cazadores salían de las tres factorías gallegas, la de Cangas, la de Caneliñas y la de Cabo Morás, las capturas se llevaban a aquella que estuviera más cerca para evitar pérdidas de calidad por tardanza en el procesamiento del producto. El periodo de caza era de los meses de verano y otoño y la zona estaba situada a unas 40 0 50 millas marinas de la costa.
La factoría de Punta Balea estuvo activa desde 1955 hasta 1985 y fue importante para la economía local aunque influía muy negativamente en el medioambiente y en el estado de las playas que se contaminaban con la cantidad de grasa que llegaba a ellas procedente de la factoría.
Los buques balleneros eran barcos de pequeño tamaño con altas cofas que servían de puesto de vigía. En proa lucía, haciéndolos inconfundibles, el cañón lanza arpones, los cuales tenían la punta explosiva. En Cangas los últimos buques fueron; Lobeiro, Carrumeiro, Temerario y Cabo Morás. Después del cese de la actividad algunos de ellos permanecieron por algún tiempo en las dársenas del puerto de Cangas.

## Demografía
Cangas cuenta con una población de 26 714 habitantes (INE 2024).
| Gráfica de evolución demográfica de Cangas entre 1842 y 2021                                                        |
| |
| Población de derecho según los censos de población del INE Población de hecho según los censos de población del INE |

El municipio de Cangas es uno de los 10 ayuntamientos gallegos con mayor densidad de población (701 hab./km²). El incremento poblacional ha sido constante desde que hay registros estadísticos.
En torno a 700 personas son de nacionalidad extranjera (datos del IGE), índice que, aunque bajo, es elevado dentro de la zona.

## Economía
La economía de Cangas se ha basado históricamente en la pesca y en su manufactura. Las otras actividades del sector primario no han tenido, ni tienen una gran importancia. La agricultura y la ganadería son de carácter de consumo propio y se entienden como complemento a la economía familiar. El desarrollo turístico ha venido a sustituir, o al menos compensar, el declive de la actividad pesquera y conservera. Hay que señalar que en Cangas estuvo asentada una de las tres factorías gallegas para el tratamiento y comercialización de la caza de la ballena. Muchos cangueses desarrollan su actividad en las vecinas y próximas ciudades de Pontevedra y especialmente de Vigo.
El sector primario la dedicación a la pesca y a las actividades relacionadas con ellas, como la cría de mejillones, es la actividad principal de la población de Cangas. Hay pequeñas explotaciones agrícolas y ganaderas pero de carácter puramente doméstico que producen para el autoconsumo o, en algún caso, para la venta en el propio municipio y comarca. La explotación forestal no tiene mucha relevancia aunque hay plantaciones de eucaliptos destinados a la industria papelera.
El sector secundario, basado en la industria conservera, hay restos de esta actividad desde el período romano (villa Pipín y tres piscinas halladas en la playa de Pinténs) y de manipulado de la pesca es la base principal de la economía municipal. Hay pequeñas industrias destinadas a dar servicio a otros sectores. La proximidad de Vigo hace que muchos ciudadanos de Cangas desarrollen sus actividad en la industria de esta importante ciudad.
El sector servicios, la importancia del turismo es muy grande. La riqueza paisajística del municipio se está explotando turísticamente y el desarrollo de esta actividad ha venido a frenar la crisis debida a la falta de recursos pesqueros. Cangas funciona como cabeza de comarca, aun cuando Vigo, la mayor ciudad de Galicia, está cerca. Cangas mantiene una sector de comercio y servicios importante que abastece a todo el Morrazo, con excepción de Marín que forma un núcleo urbano con su vecina Pontevedra.

## Símbolos

### Escudo
El escudo de la villa de Cangas del Morrazo data de la Edad Media cuando la villa dependió de los arzobispos de Santiago de Compostela. Sus armas son: En campo de azur trae una cruz de Santiago de gules en barra, un bastón de peregrino de su color en banda, acompañados en jefe por un sol radiante figurado de oro, una venera de plata en cada flanco, un sepulcro apostólico de plata superado por una estrella radiante de ocho puntas de oro. Al timbre: lambrequines de oro, azur y plata y corona real cerrada.

### Bandera
La bandera de la villa de Cangas es una extensión del escudo. Sobre el campo azul cielo el sol radiante en oro.

## Monumentos y lugares de interés
- Excolegiata de Santiago de Cangas, data del siglo XV y fue reformada, dándole su actual apariencia en el siglo XVI cuando fue declarada colegiata por el papa Paulo III en el año 1545. Su fachada es renacentista, según el proyecto de Jácome Fernández, está coronada por una cestería gótico-flamígera que llega hasta el ábside y se complementa con una torre de dos cuerpos con balaustradas que data del siglo XVIII. Tiene tres naves coronadas con una bóveda de crucería construida entre 1901 y 1921. El retablo es barroco realizado en 1744 y en él destacan el Cristo de Minerva, pequeña talla barroca del siglo XVIII, propiedad de la Venerable Hermandad de la Santísima Virgen de los Dolores y Soledad de Cangas y dos figuras de Santiago, una de Santiago ecuestre y la otra de Santiago peregrino. Hay seis capillas en las que se guardan, entre otras, dos figuras relevantes, el Cristo del Consuelo, obra barroca realizada por Juan Pintos en 1796 y el Cristo que no quiso arder, del que cuentan que en el incendio que sufrió la iglesia en 1617 de manos de los piratas turcos este Cristo se salvó, milagrosamente, de las llamas.

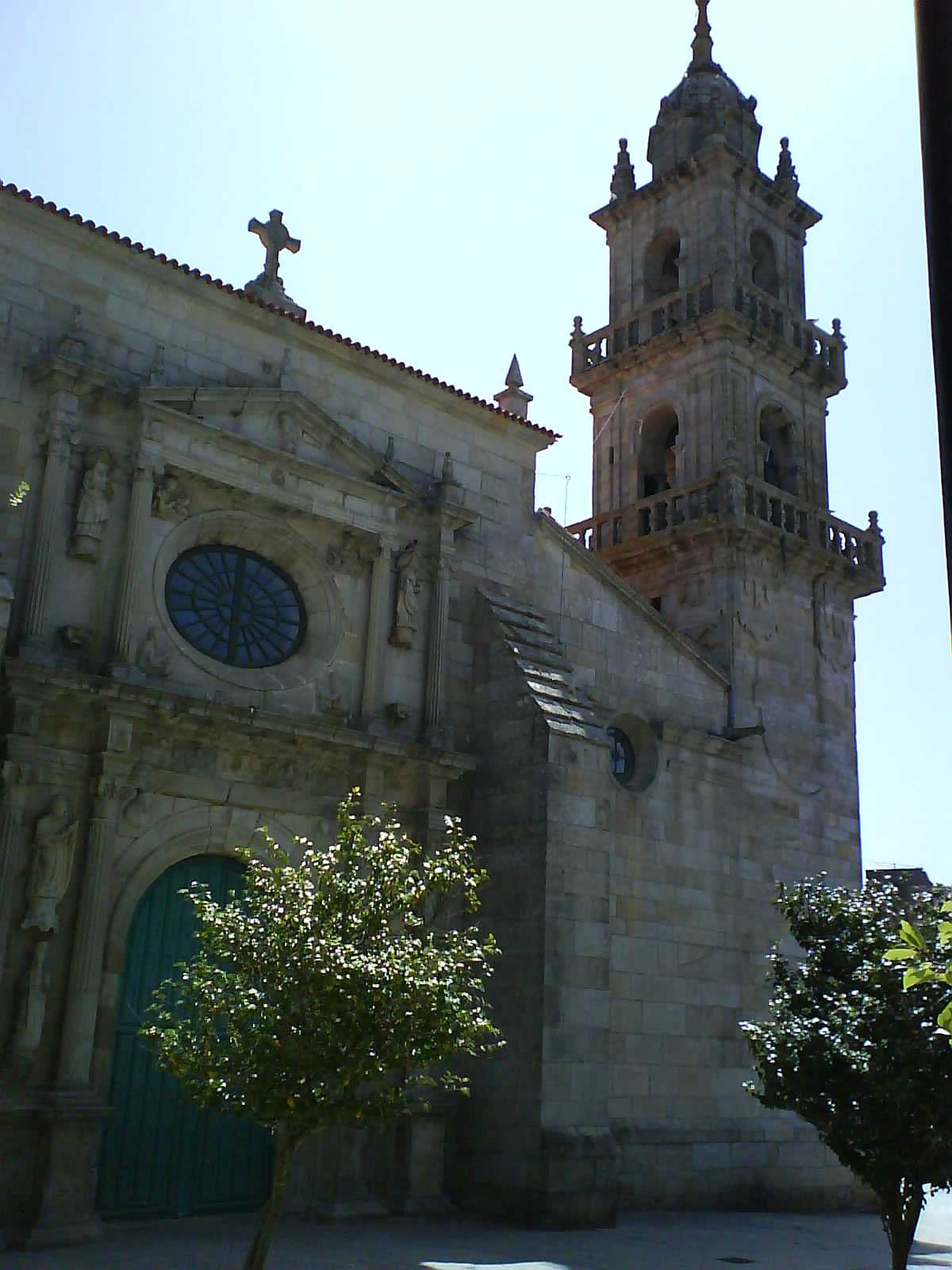
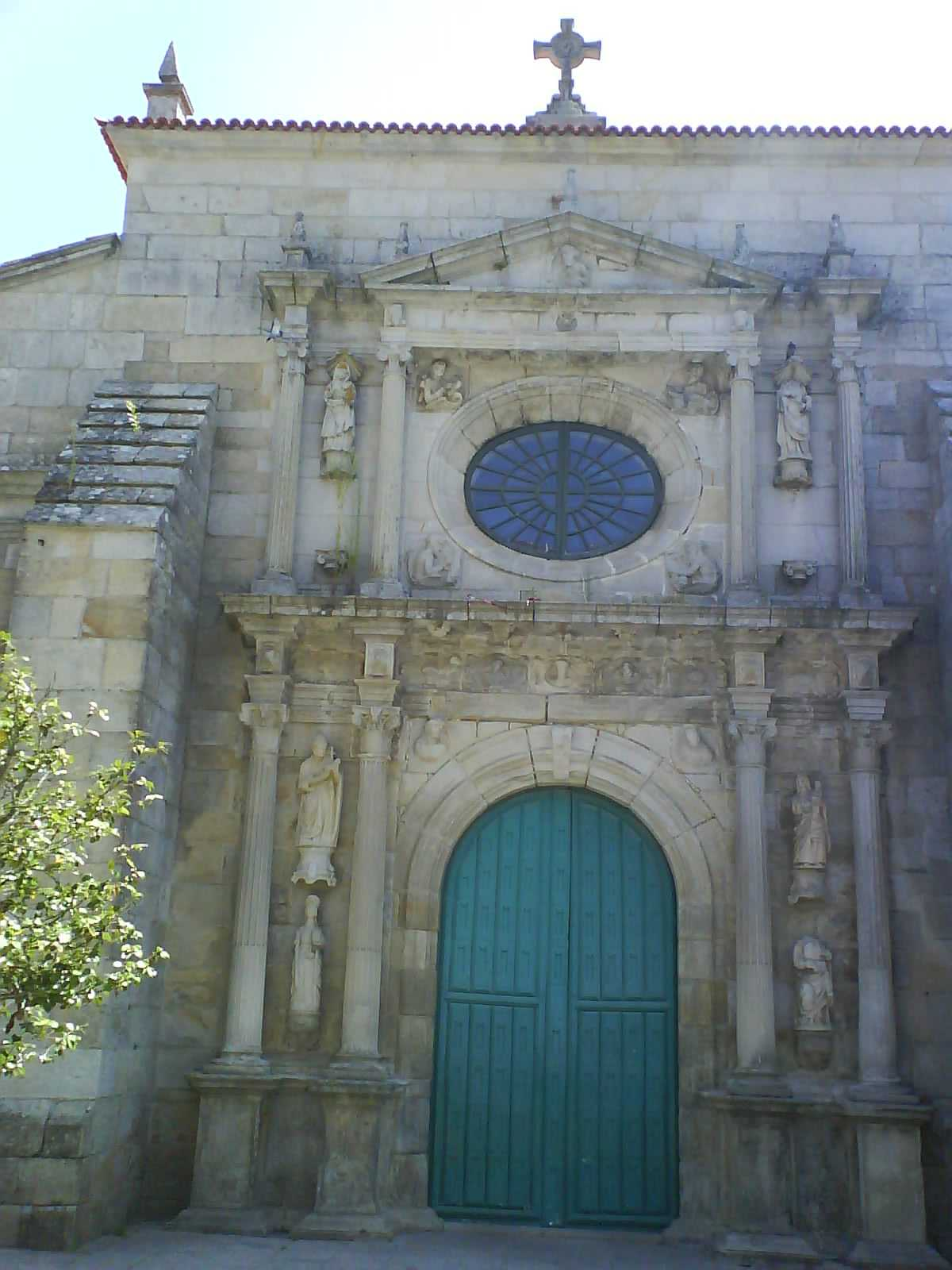
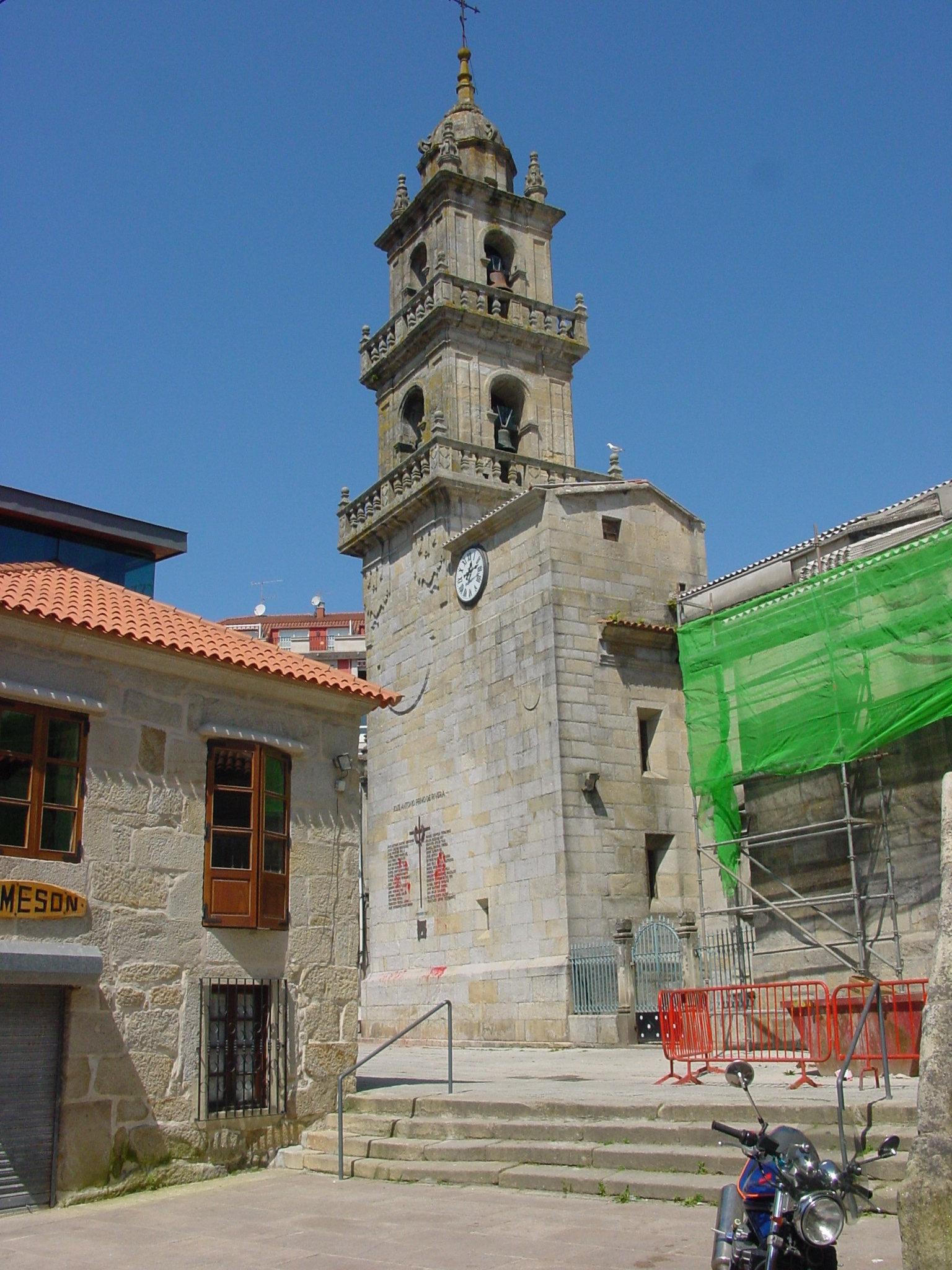

- Iglesia de San Cibrán (o Ciprián) de Aldán, las noticias de su existencia se remontan al siglo XVI, el edificio actual es de 1866 y está realizado en estilo neoclásico. La fachada, con una hornacina con la imagen del santo, está coronada por una torre de dos pisos con doble balaustrada. En el atrio hay un mausoleo decimonónico y los restos de la muralla que delimitaban los dominios de los condes de Aldán.

- Iglesia de Coiro, destaca, en este edificio, la falta de proporcionalidad de su torre que protagoniza toda su fisonomía. Data del siglo XVIII y fue realizada según el proyecto de los hermanos Novas bajo el patronazgo de los marqueses de Santa Cruz de Rivadulla y es un ejemplar de barroco inspirado en el estilo compostelano. Completa el conjunto la Casa Rectoral que luce dos escudos en su fachada.

- Conjunto monumental de Darbo, La iglesia de Santa María es el centro del conjunto monumental de Darbo. Construida entre los siglos XVII y XVIII es un buen ejemplar barroco en el que sorprende el equilibrio de la ornamentación. Junto al templo está la fuente, también barroca y dedicada a la virgen. Un cruceiro y los ‘’alpendres de feira’’ completa el conjunto.

- Capilla del Hospital, actualmente se encuentra reconstruida en los jardines del Señal. Perteneció al Hospital de Cangas y fue construida en el año 1711 bajo el amparo de Gonzalo de Noriega y Araujo. Es un edificio de planta rectangular con una fachada coronada por la espadaña que porta dos campanas y bajo la cual, decorando un pequeño frontón triangular, se ubica el escudo de los Noriega y los símbolos de la Santa Inquisición.

- Conjunto Monumental de Hío, el arte popular gallego tiene su máxima expresión en Hío. En concreto en el cruceiro. Tallado en un solo bloque de piedra en 1872 por el maestro Cerviño destaca por la laboriosidad del trabajo la exquisitez del mismo. El tema de la composición es Historia de la salvación de la humanidad. Frente al cruceiro está la iglesia románica de San Andrés con una fachada del siglo XII y planta de cruz latina. Las bóvedas son góticas y barrocas y el altar mayor está realizado en piedra policromada. Al otro lado del camino esta la Casa Rectoral, palacio rural, pazo abacial, levantada por Ventura de Aldao en el siglo XVII.

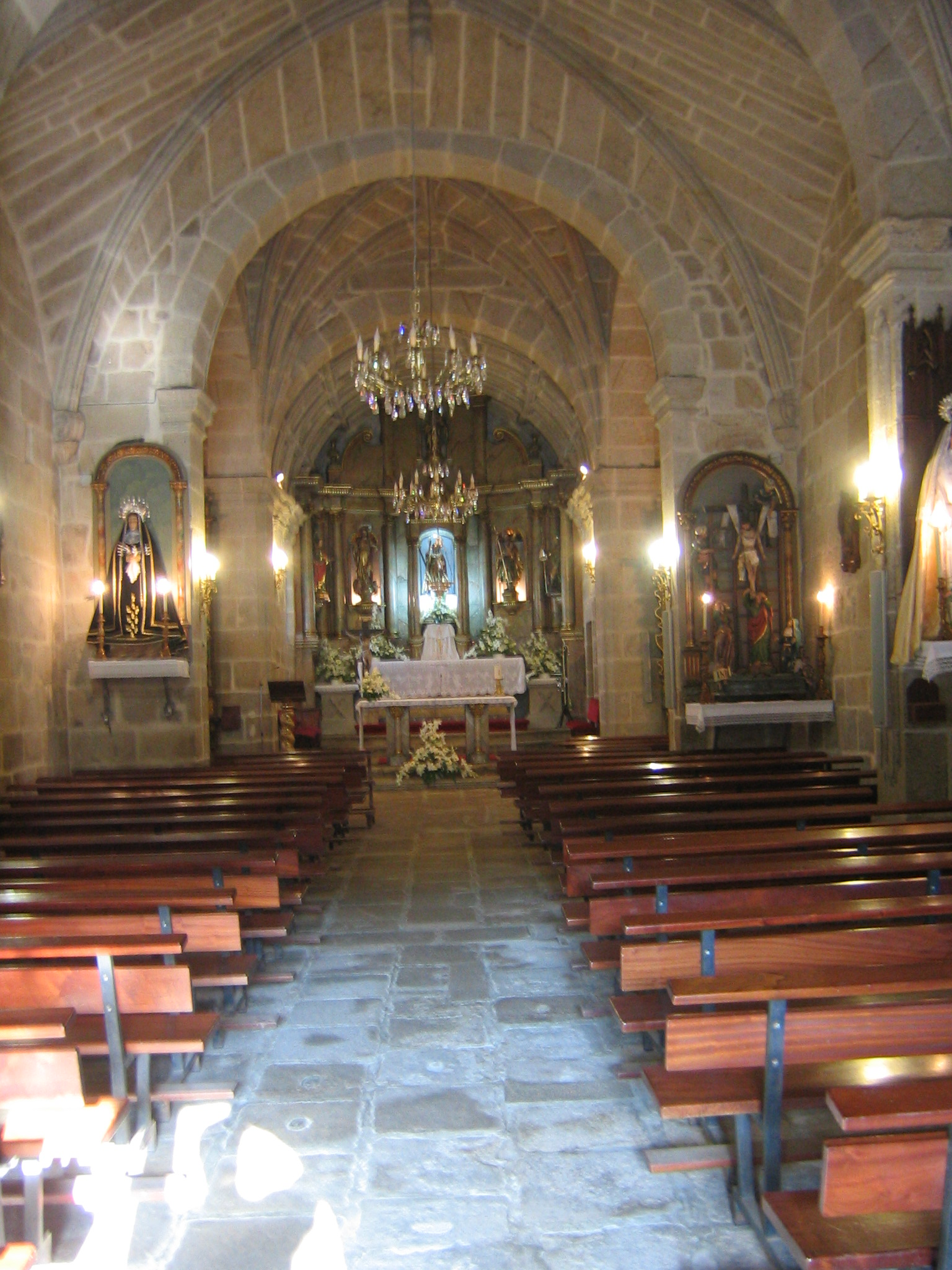
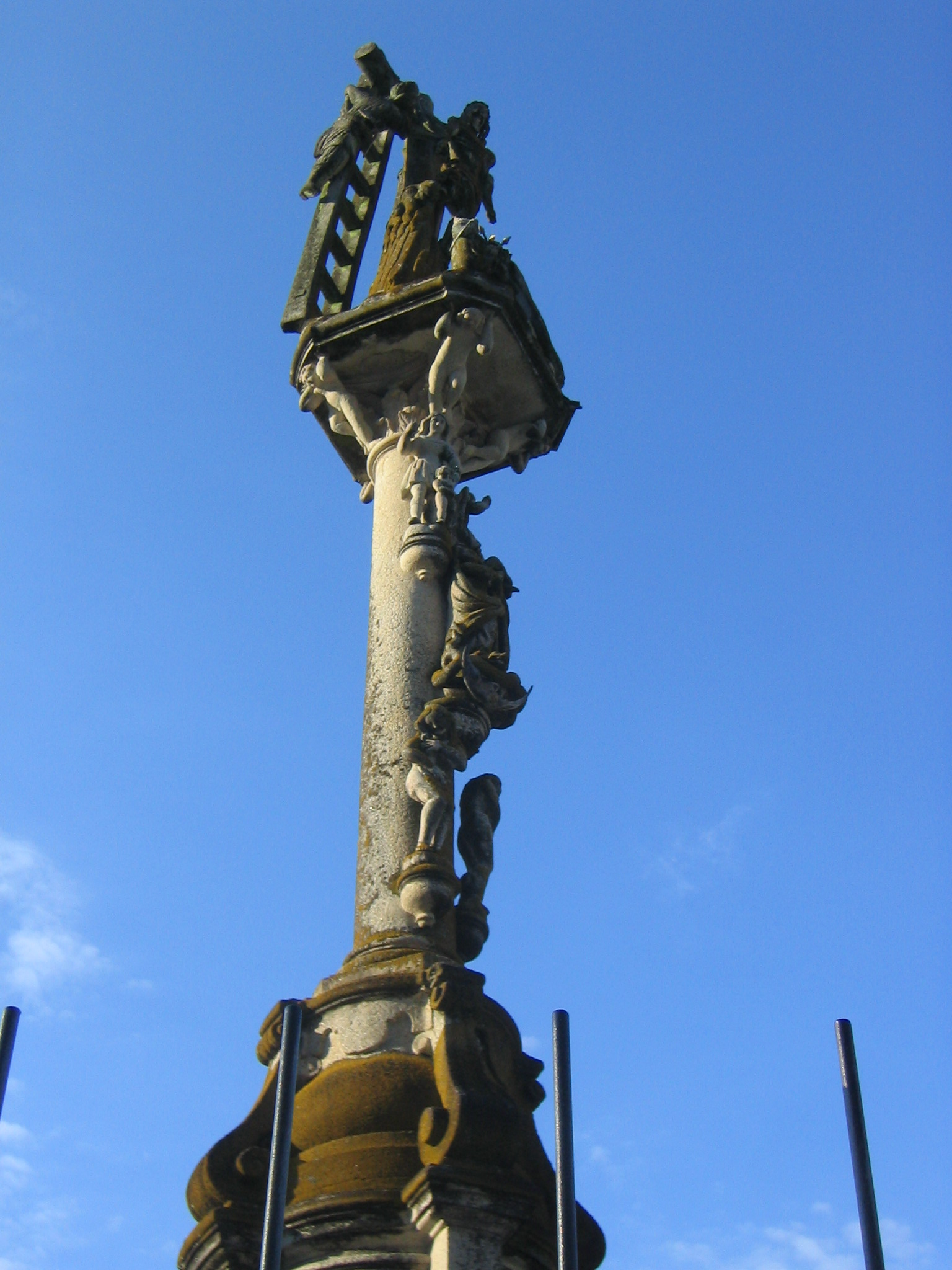
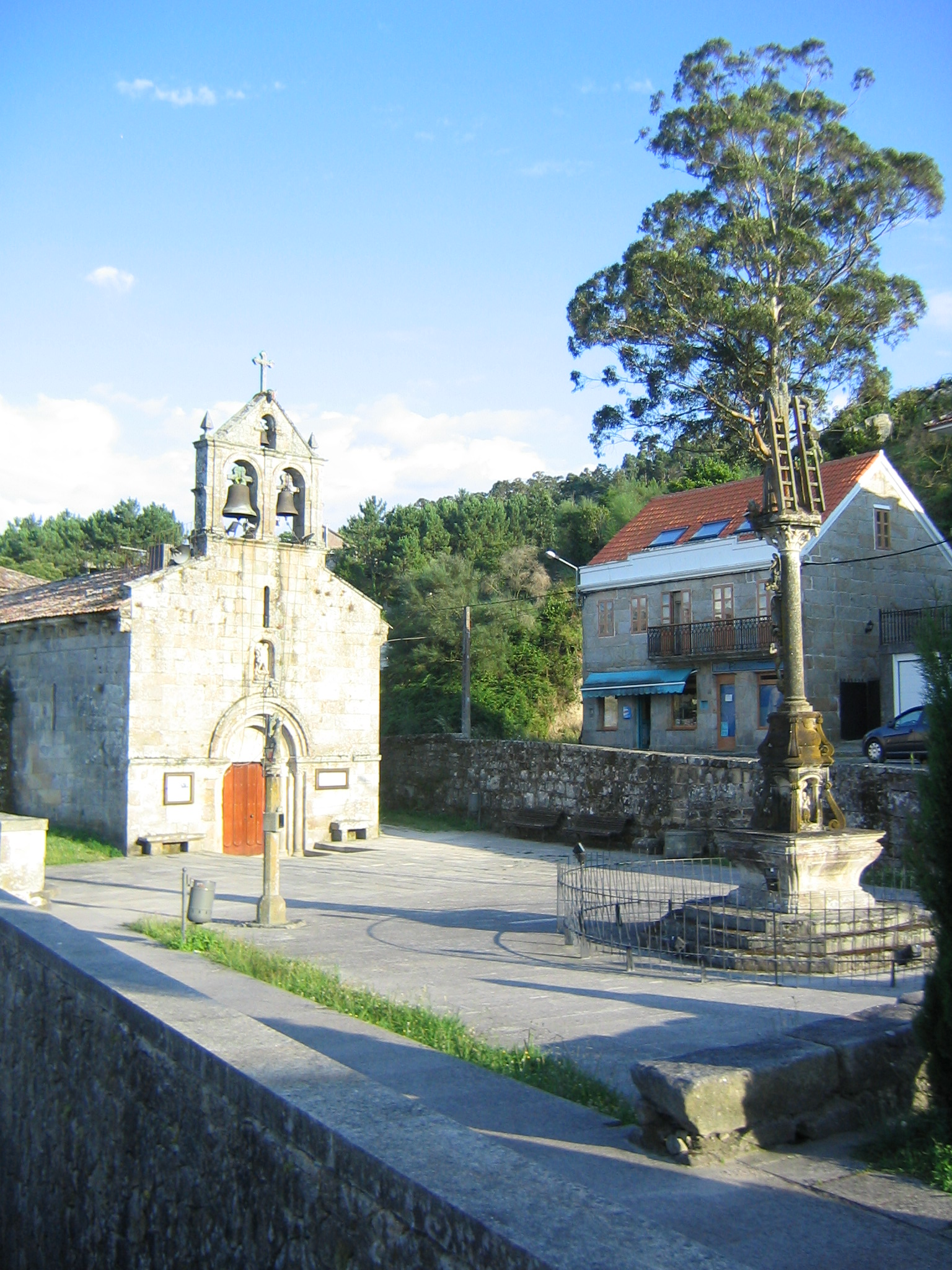
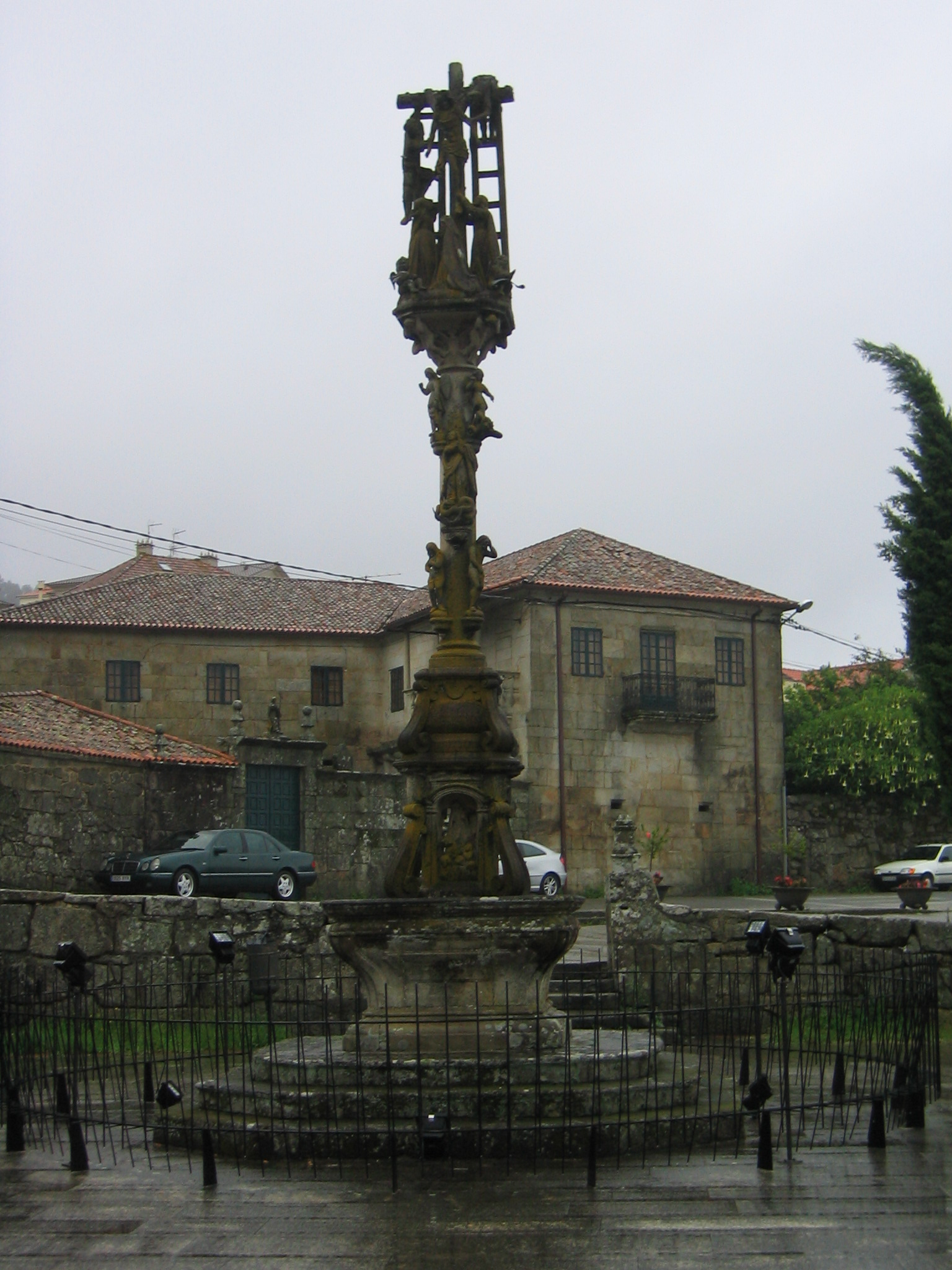

- Monte O Facho, sobre la pequeña población de Donón se levanta el monte Do Facho, llamado así por la garita de vigilancia que se alza en su cumbre construida en el siglo XVIII, alrededor de dicha construcción se esparcen las ruinas del antiguo castro prerromano datado en el Bronce Final sobre los del siglo X al a. Sobre él se construyó un poblado fortificado en la Edad del Hierro, entre los siglos VI antes de Cristo al siglo I de nuestra era que fue el que proporcionó la actual fisonomía del lugar al modificar la original con sus construcciones. A partir del siglo II hasta el siglo V se ubicó en este lugar un santuario romano. Este santuario mantenía la adoración del dios galaico Berobreo y destaca por el hallazgo de una gran cantidad de altares o aras que hacen de este santuario uno de los más importantes centros de adoración de la península ibérica.[12]

- Costa da Vela (o de Soavela) y Cabo Home, el extremo de la península del Morrazo forma parte del parque nacional de las Islas Atlánticas, en él se encuentran la Costa de Vela y Cabo Home, así como los arenales de la playa de Barra, formaciones de dunas cubiertas de pinos que crean un ecosistema muy característico y de alto valor paisajístico y biológico.

Completando el panorama monumental de la villa se encuentran esparcidos por su territorio municipal una treintena de cruceiros y una docena de capillas. Hay esculturas relevantes en varios puntos del municipio como El Coloso de Raúl Velloso o la Caracola de Lito Portela entre otras. Es destacable el estilo constructivo popular de las casa de patín típicas del municipio y de las cuales quedan un buen número en el casco histórico de Cangas, esta construcciones tienen la característica de su acceso exterior mediante una escalera adosada, el patín. Hay también numerosas casas blasonadas.

## Administración y política

### Gobierno municipal
La alcaldesa actual es Araceli Gestido (BNG).
| Partido político                                | 2023  | 2023  | 2023       | 2019                    | 2019                    | 2019                    | 2015    | 2015    | 2015       | 2011  | 2011  | 2011       | 2007  | 2007  | 2007       |
| Partido político                                | %     | Votos | Concejales | %                       | Votos                   | Concejales              | %       | Votos   | Concejales | %     | Votos | Concejales | %     | Votos | Concejales |
| Partido Popular de Galicia (PPdeG)              | 43,60 | 5908  | 10         | 30,15                   | 4072                    | 7                       | 31,84   | 4213    | 8          | 44,62 | 6095  | 10         | 36,11 | 5206  | 8          |
| Bloque Nacionalista Galego (BNG)                | 25,78 | 3494  | 6          | 12,98                   | 1753                    | 3                       | 15,58   | 2062    | 4          | 18,54 | 2532  | 4          | 24,57 | 3542  | 6          |
| Partido dos Socialistas de Galicia (PSdeG-PSOE) | 14,14 | 1917  | 3          | 16,68                   | 2253                    | 4                       | 7,57    | 1001    | 1          | 15,11 | 2064  | 3          | 20,32 | 2930  | 4          |
| Alternativa dos Veciños (AV)                    | 6,36  | 863   | 1          | –                       | –                       | –                       | –       | –       | –          | –     | –     | –          | –     | –     | –          |
| SON-Esquerda Unida (EU)                         | 5,01  | 679   | 1          | 16,95                   | 2289                    | 4                       | 17,14   | 2268    | 4          | –     | –     | –          | –     | –     | –          |
| Podemos                                         | 2,07  | 281   | 0          | Con Esquerda Unida (EU) | Con Esquerda Unida (EU) | Con Esquerda Unida (EU) | Con SON | Con SON | Con SON    | –     | –     | –          | –     | –     | –          |
| Mareas Locais                                   | –     | –     | –          | 12,17                   | 1644                    | 3                       | –       | –       | –          | –     | –     | –          | –     | –     | –          |
| Cangas Decide                                   | –     | –     | –          | 4,91                    | 663                     | 0                       | 7,35    | 973     | 1          | –     | –     | –          | –     | –     | –          |
| Asemblea pola Unidade (ASpUN)                   | –     | –     | –          | –                       | –                       | –                       | 14,55   | 1925    | 3          | –     | –     | –          | –     | –     | –          |
| Unión das Parroquias de Cangas (UPAC)           | –     | –     | –          | –                       | –                       | –                       | 0,81    | 107     | 0          | 5,40  | 737   | 1          | 4,54  | 654   | 0          |
| Alternativa Canguesa de Esquerdas (ACE)         | –     | –     | –          | –                       | –                       | –                       | –       | –       | –          | 12,77 | 1744  | 3          | 13,11 | 1890  | 3          |

### Organización territorial
El municipio está formado por cincuenta y cuatro entidades de población distribuidas en cinco parroquias:
- Aldán (San Ciprián P.)[15][18][19]
- Cangas (Santiago P., San Salvador P. y Santa María P.)[15][20][21]
- Coiro (San Salvador de Afuera P.)[15][22][23]
- Darbo (Santa María de Afuera P.)[15][24][25]
- Hio[16] (San Andrés P.)[15][26][27]

#### Parroquia de Cangas
La parroquia de Cangas es donde se agrupa y conforma el núcleo urbano de la villa. Se encuentra en medio de una ensenada que se abre entre Punta Rodeira (Coiro) y Punta Balea (Darbo) y corresponde a la antigua villa. Totalmente urbanizada, con un extendido paseo marítimo rodeado por jardines, los jardines del Señal, en esta parroquia están los organismos administrativos del municipio. También aquí están situados los puertos, el de pasajeros, el de pesca y el deportivo.
El hecho de que fuera la villa original ha llevado a que su riqueza monumental sea relevante. Aparte de la ex colegiata de Santiago y la capilla del Hospital, hay muchas casas blasonadas y típicas construcciones de arquitectura popular como las «casas de patín» o «casa terreña».

#### Parroquia de Aldán
Situada en la parte noroeste en el límite con Bueu, la parroquia de Aldán posee la particularidad de tener una ría propia, la ría de Aldán, de la que le pertenece toda su orilla derecha, con numerosas playas, formada a la desembocadura del río Orxas. La población se ha dedicado históricamente a la pesca combinada con las pequeñas explotaciones agrícolas y ganaderas destinadas al autoconsumo. De ahí el gran número de hórreos que se conservan.
Destaca el pequeño puerto y el paseo marítimo que recorre buena parte del litoral sobre la playa.
Especial atención merece el paseo marítimo que conduce hasta el puerto bordeando la playa. Entre los monumentos que se alzan en Aldán está la iglesia de San Cipriano y el pazo de los Aldao y el pazo Vistalegre. Además, también cabe destacar el acueducto romano que atraviesa la Ruta de Los Molinos. Lugar donde se encuentran numerosos molinos, algunos de ellos restaurados. Y sin olvidarnos de un pequeño castillo al principio de esta ruta.
En la parte norte de uno de sus bosques se pueden encontrar restos megalíticos y grabados prehistóricos en numerosas rocas graníticas.

#### Parroquia de Coiro
Aunque en lo fundamental y en lo social Coiro es una parroquia interior, en su costa se sitúa la playa del municipio más transitada, por estar junto al caso urbano, la playa de Rodeira, que se complementa con las más pequeñas y desconocidas playas de los Alemanes y del Canaval. Coiro está situada en el extremo este del territorio municipal, en el límite con Moaña.
Situada tierra adentro, la parroquia de Coiro guarda verdaderos rincones naturales, alguno declarado Espacio Natural Protegido, como la Carballeira de Coiro, que es un bosque típico atlántico en donde abunda el roble, carballo en gallego, el aliso y el abedul. Conforma el espacio el río Bouzos, en el cual, como en todos los ríos y arroyos de estas tierras, se situaban numerosos molinos de los que quedan restos más o menos conservados, ya que han venido moliendo hasta fechas relativamente recientes. Alguno, como el llamado Fausto, ha sido restaurado para mostrar su funcionamiento.
En la parroquia de Coiro se desarrollaron importantes familias que formaron parte de la aristocracia rural, como los Mondragón, marqueses de Santa Cruz de Rivadulla. Esto ha hecho que existan numerosos pazos y edificios blasonados. Entre los pazos destacan los de A Retirosa y O Xistro. La iglesia de San Salvador es un monumento interesante en el que destaca lo desproporcionado de su torre barroca.

#### Parroquia de Darbo
Darbo está situada en el centro del municipio, entre Coiro, Cangas e Hío. Su litoral tiene buenas playas y en el interior se encuentra el mirador conocido como o Balcón do Rei, el balcón del rey, de donde se aprecia una vista de todo el territorio municipal y de la ría de Vigo.
Junto a la iglesia parroquial de Santa María, con su cruceiro y fuente, completan el panorama monumental de esta parroquia numerosas pequeñas capillas o ermitas, como las de San Pedro y San Blas, y muchos cruceiros y petos de ánimas que se alzan en los cruces de caminos

#### Parroquia de Hio
Hio es la parroquia más extensa de todo el municipio de Cangas. Se sitúa en el extremo sudoeste, limitando con el mar por la ría de Vigo, con el Atlántico con la costa de la Soavela (o costa da Vela) y con la orilla izquierda de la ría de Aldán.
Tiene numerosas playas en las costas de las dos rías. La parte abierta al mar es una costa alta y rocosa que no da cobijo a playa alguna. Entre las playas destaca la de Barra, considerada como la mejor playa nudista de Galicia, y la de Melide. En esta parroquia se encuentra el Espacio Natural Protegido de los arenales de Barra y Cabo Home, importante espacio dunar con población de pino en el que se asienta una relevante fauna, en especial avícola.
El monumento más conocido de Hio es su cruceiro y, por extensión, todo el complejo que lo rodea, la iglesia románica de san Andrés y la Casa Rectoral. En la aldea de Donón se encuentra el monte Do Facho, donde se asienta uno de los santuarios romanos más importantes de la península ibérica, que fue creado sobre poblaciones anteriores que datan de la prehistoria. Las puestas de sol de este lugar son espectaculares y se estima que a ellas fue debida la creación del santuario. Según cuenta la leyenda, las legiones romanas, cuando llegaron a estas latitudes en su conquista, huyeron despavoridas al contemplar una puesta de sol.

## Cultura

### Deportes
Los deportes más practicados en la villa morracense son el piragüismo, el fútbol, el atletismo y el balonmano, tanto en categorías masculinas como femeninas. También tiene club de fútbol, el Alondras C.F. El club más destacado de Cangas en el Club Balonmán Cangas, que debuta en la primera división española de Balonmano masculino. En Cangas también hay muchos practicantes de piragüismo, vela, atletismo (club de atletismo Vila de Cangas), natación, taekwondo, tenis, kayak-polo, tai kic, ciclismo, remo, tenis de mesa con el equipo Cinania Tenis de Mesa, etc.
El piragüismo ha dado a Cangas relevantes figuras como David Cal, oro olímpico en esta especialidad en los Juegos Olímpicos de Atenas 2004 y poseedor de cinco medallas olímpicas, Teresa Portela o Carlos Pérez Rial oro olímpico en esa especialidad en los Juegos Olímpicos de Pekín 2008.

### Teatro
El teatro tiene un gran peso en Cangas con la celebración anual de la Mostra Internacional de Teatro Cómico e Festivo de Cangas - MITCFC, que se inició allá por el año 1984 por iniciativa de la Asociación Cultural Xiria.
Las actividades que se desarrollan con motivo de la Mostra tienen lugar tanto por las calles y las plazas de Cangas, como en el auditorio que desde el 13 de mayo de 2022 pasó a llamarse auditorio Xosé Manuel Pazos Varela en honor al ya fallecido profesor, escritor, dramaturgo y político cangués, que llegó a ser alcalde de la villa y también fue uno de los impulsores de esta Mostra y de la cultura en la Villa de Cangas.
Destacan compañías teatrales como el Teatro de Ningures o el Teatro do Morcego.

### Fiestas
Cada parroquia que compone el municipio tiene sus fiestas, las principales, que corresponden al patrón de la parroquia, y las de cada aldea que componen la misma. De esta forma tenemos las siguientes fiestas en el municipio:
- Parroquia de Cangas.

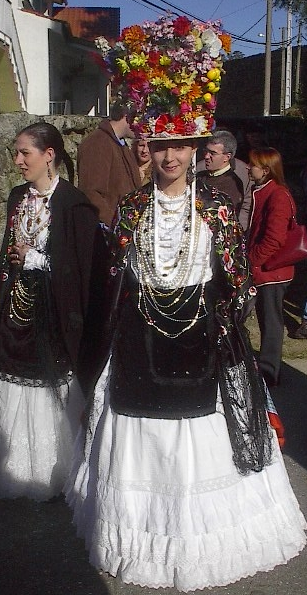
Ancestral indumentaria femenina de la danza de Aldán

- Fiestas del Cristo, el último domingo de agosto.

Parroquia de Darbo
- Fiestas de San Blas, a principios de febrero.
- Fiestas de Santa Marta, o último sábado de julio.
- Fiestas de San Pedro, a finales de junio.
- Romería de San Roque, la tercera semana de agosto.
- Romería de Darbo, 6,7,8 y 9 de septiembre.

Parroquia de Coiro
- Fiestas del Espíritu Santo, en Pentecostés, variable en el mes de mayo.
- Fiestas de Santo Domingo, a principios de agosto.
- Fiestas de San Salvador, el 6 y el 7 de agosto.
- Fiestas de San Cosme, el 26 de septiembre.
- Fiestas del Molino, el primer domingo de mayo.

Parroquia de Aldán
- Fiestas de San Amaro, el 15 de enero.
- Fiestas de Santa Mariña, el 18 de julio.
- Fiestas del Carmen, el último fin de semana de julio.

Parroquia de Hío
- Fiestas del Cristo de la Luz, el primer domingo de julio.
- Fiestas de Santiago de Donón, el 25 de julio.
- Fiestas de San Lorenzo, el 10 de agosto.
- Fiestas de San Andrés, el 30 de noviembre.
- Fiesta del Aguardiente, el fin de semana anterior a las Fiestas del Cristo de la Luz.

Además de fiestas de cada parroquia y aldea se celebran otras generales como el carnaval, donde destacan las parroquias de Hío y Aldán.
Merece una mención especial la Semana Santa canguesa, declarada de interés turístico gallego. Cuenta con un total de nueve procesiones repartidas a lo largo de todos los días de pasión en los que tanto trabajan las cinco cofradías que la conforman así como la Coordinadora de Semana Santa de Cangas. Sus procesiones son célebres en toda la provincia, empezando por la celebrada el Viernes de los Dolores (festivo local), en la cual, al caer la tarde, tras la misa solemne la Santísima Virgen de los Dolores recorre las calles de la Villa bajo palio ante la atenta mirada de sus fieles. Destaca la del Santo Encuentro, que tiene lugar la mañana del Viernes Santo. En ella se representa el encuentro de Jesús, camino del calvario, con su madre. El hecho de que se utilicen más de una decena de tallas articuladas, obra de Ignacio Cerviño (siglo XIX), natural de Augasantas, confiere un gran interés a este acto. En el que todas las imágenes van apareciendo por las distintas calles para ir al Encuentro. 
Desde el Traslado de la Virgen a la Excolegiata, la procesión de la Borriquilla del Domingo de Ramos, la Soledad de María del Miércoles, la Santa Cena el Jueves. El día más completo es el Viernes Santo que madruga con las Tres Negaciones de San Pedro, el ya citado Santo Encuentro, el Santo Entierro y la procesión del Silencio que se celebra a las 12 de la noche en total oscuridad. Y la procesión de Jesús Resucitado el Domingo de Pascua.

#### Las danzas
En algunas de esta fiestas se realizan danzas especiales que tienen un gran valor cultural etnológico. Estas danzas son atípicas para el folclore gallego y solo se celebran el día señalado. Su origen es desconocido, estimándose que su antigüedad es muy grande. Es característico el traje que usan los danzantes, en especial el femenino, que son muy vistosos, algo que no es usual en otras manifestaciones de este tipo dentro de Galicia.
- La danza de San Sebastián de Aldán, que se baila en día 20 de enero, día de san Sebastián. Las primeras noticias que hay de esta danza datan de 1650 aunque se estima que es más antigua. En ella participan 16 bailarines, 10 hombres, 5 mujeres y una guía. Los hombres visten traje y zapatos negros y sombreo de fieltro, las mujeres van con traje blanco y mantón de Manila, delantal negro, pañuelos de diferentes colores sobre los hombros y sombreros adorados con multitud de flores y cintas de colores.

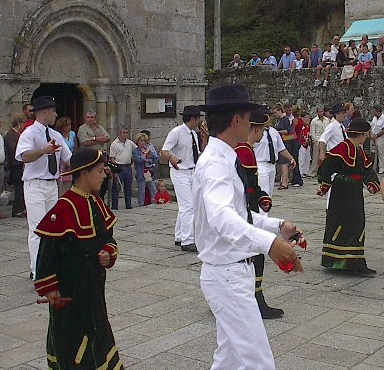
La danza de San Roque de Hío

El baile se desarrolla en la procesión del santo. Los danzantes esperan a la comitiva en el atrio de la iglesia y, después de hacer una reverencia, van bailando delante de ella sin dar nunca la espalda al santo. Al finalizar la procesión se repite todo el baile.
- La danza y contradanza de Darbo que se realiza el día 8 de septiembre en honor a la virgen. Se ejecuta frente ala iglesia parroquial. Participan 16 danzantes. Se dividen en tres filas, una de ellas de damas y las otras dos de galanes. Cada fila tiene un contraguía y todo el grupo tiene un guía principal que va ataviado con un gran penacho de colores. Las mujeres llevan sombreros de flores mientras que los hombres llevan extrañas vestimentas destacando unos pendientes grandes y de extraño diseño.

- La danza de San Roque de Hío o de los Peregrinos, que se baila el 16 de agosto, día del santo. Se celebra en la plaza que se abre delante de la iglesia de San Andrés, donde esta el cruceiro. Participan en ella 20 bailarines, todos ellos varones, que se divide en tres hileras, en dos de ellas los bailarines representan a hombres y van ataviados con camisa blanca, corbata negra y sombreo de fieltro, mientras que la otra fila hace el papel de mujeres y van vestidos con un traje muy similar al de los peregrinos de Santiago (de ahí su nombre).